# Florida
 Ovo je glavno značenje pojma Florida. Za poluotok na jugu SAD-a koji zauzima veći dio istoimene savezne države pogledajte Florida (poluotok).
Florida je država na jugoistoku SAD-a a često ju nazivaju i Sunshine State, što znači sunčana država. Ime je dobila iz španjolskog jezika koje doslovno znači "puna cvijeća". Španjolci su je "otkrili" u vrijeme Uskrsa, a Španjolci je u to vrijeme zovu Pascua Florida. Kratica Floride je FL a njen zaštitni znak je bjeloglavi orao-ribar. Glavni grad ove države koja je omiljeno ljetovalište je Tallahasse. Na kopno Floride nadovezuje se niz otoka koje nazivaju "Keys" (od Sp. cayo, u pl. cayos; u značenju otočići), a zadnji u tom nizu je Key West, od kojeg je do Kube još samo 145 km, što je istovremeno i najjužnija točka SAD-a.

## Okruzi (Counties)
Florida se sastoji od 67 okruga (counties).

## Povijest
Iz arheoloških nalaza može se zaključiti da je Florida bila naseljena tisućama godina prije dolaska Španjolaca koji su je 1513. pripojili posjedu Španjolske krune.

Florida je bila prva regija sadašnjeg dijela Sjedinjenih Država koju su otkrili i naselili Europljani. Najraniji poznati europski istraživači došli su sa španjolskim konkvistadorom Juanom Ponce de Leónom. Ponce de León se iskrcao na poluotok 2. travnja 1513. godine i nazvao ga La Florida radi zelenog krajolika, ali i što je bilo doba uskrsa koju su Španjolci zvali Pascua Florida (Festival cvijeća). Sljedećeg dana su se iskrcali kako bi došli do bližih informacija kojom prigodom su zauzeli ovu novu zemlju. Postoji predanje da je Ponce de León tražio Fontanu mladosti, ali to je bila mitska priča koja se pojavila dugo nakon njegove smrti.
Florida je u povijesti više puta mijenjala vlasnike. Nakon sedam godina ratovanja, Španjolci su bili prisiljeni 1763. Floridu prepustiti Velikoj Britaniji. Za vrijeme Američkog rata za nezavisnost Španjolci su s Francuzima ratovali protiv Engleza i 1781. ponovo preuzeli kontrolu nad zapadnim dijelovima Floride, a Pariškim mirom iz 1783. u posjed im je vraćena čitava Florida. 
Španjolska je 1819. godine ustupila Floridu SAD-u. To se može smatrati postupkom izazvanim nuždom, jer su američke trupe u Englesko-američkom ratu 1812. – 1814. zauzele zemlju, a nakon rata ju više nisu napustile. 3. ožujka 1845. Florida postaje 27. Savezna država SAD-a.

## Zemljopis
Florida je poluotok koji se pruža od američkog kontinenta u smjeru jug-jugoistok. Uz istočnu obalu se nalazi Atlantski ocean, dok je na zapadu i jugu Floride Meksički zaljev. Na sjeveru Florida graniči sa saveznim državama Georgiom i Alabamom. U blizini su Kuba i Haiti. Nakon Havaja, to je najjužnija država SAD-a.

## Stanovništvo
Florida je 2003. imala 17.019.068 stanovnika, od toga 65,4% Bijelaca, 16,8% Hispanjolaca, 14,6%  Afroamerikanaca, 1,7% Azijata i 0,3% Indijanaca.
Još 2000. je broj stanovnika bio 15.982.378, a i dalje raste.
Postoji 6.337.929 domaćinstava, a prihod po stanovniku je u 2002. bio 26.646 US-dolara.
Indijanci
Indijanci su pripadali skupinama poznatim kao Timuquanan, koji se povezuju jezično s antilskim Arawakima, nekada ih se smatralo granom porodice Muskhogean. Muskhogean Indijanci prodrli su u većoj mjeri na floridski poluotok tek u novije vrijeme. Plemena su: Acuera, Ais, Amacano, Apalachee, Calusa, Caparaz, Chatot, Chilucan, Chine, Fresh Water Indijanci, Guacata, Hitchiti, Icafui, Jeaga, Macapiras, Mikasuki, Mocoço, Ocale, Onatheaqua, Pawokti, Pensacola, Pohoy, Potano, Saturiwa, Seminole, Surruque, Tacatacuru, Tawasa, Tekesta, Timucua, Tocobaga, Yufera, Yui i Yustaga.

## Politika
Florida ima dvodomni sustav sa Senatom od 40 članova i dom sa 120 članova. Trenutno (2007.) je guverner Floride republikanac Charlie Crist.
Tradicionalno je Florida naklonjena demokratima, ali je zbog velikog doseljavanja stanovništva zadnjih godina došlo do promjene političkog raspoloženja u korist republikanaca. Trenutno je odnos između republikanskih i demokratskih birača otprilike 1:1. Kako Florida ima veliki broj stanovnika, pa s tim povezano i elektora, Floridu se smatra odlučujućom državom u izborima za Predsjednika SAD-a.
U Miamiu liberalnim demokratima konkuriraju bogati Egzil-Kubanci koji su pristalice republikanaca. Tampa koja je bila centar demokrata, u zadnje vrijeme se razvila u prorepublikansko jezgro.

## Gospodarstvo
Klima i veliki broj pješčanih plaža učinili su Floridu privlačnim odredištem za odmor posjetiteljima iz cijelog svijeta. I različiti zabavni parkovi, kao Disney World, Universal Studios i drugi u blizini Orlanda su veliki magnet za brojne turiste. 
Pored turizma, vrlo snažna grana gospodarstva je i proizvodnja agruma (polovina potrošnje SAD-a) uključujući i proizvodnju sokova.
Vrlo je snažan i sektor financija. Pored toga, ima i nalazišta fosfata.

## Najveći gradovi
| grad             | okrug             | stanovnici 1.4.2000 | stanovnici 1.7.2004 |
| ---------------- | ----------------- | ------------------- | ------------------- |
| Jacksonville     | Duval             | 735.617             | 777.704             |
| Miami            | Miami-Dade        | 362.470             | 379.724             |
| Tampa            | Hillsborough      | 303.447             | 321.772             |
| St. Petersburg   | Pinellas          | 248.232             | 249.090             |
| Hialeah          | Miami-Dade        | 226.419             | 224.522             |
| Orlando          | Orange            | 185.951             | 205.648             |
| Fort Lauderdale  | Broward           | 152.397             | 164.578             |
| Tallahassee      | Leon              | 150.624             | 156.612             |
| Hollywood        | Broward           | 139.357             | 144.535             |
| Pembroke Pines   | Broward           | 137.427             | 150.104             |
| Coral Springs    | Broward           | 117.549             | 128.355             |
| Clearwater       | Pinellas          | 108.787             | 108.606             |
| Cape Coral       | Lee               | 102.286             | 127.985             |
| Gainesville      | Alachua           | 95.447              | 108.856             |
| Miami Gardens    | Miami-Dade        | ---¹                | 100.887             |
| Port Saint Lucie | Saint Lucie       | 88.769              | 118.396             |
| Miami Beach      | Miami-Dade        | 87.933              | 89.104              |
| Sunrise          | Sunrise           | 85.779              | 90.227              |
| Plantation       | Plantation        | 82.934              | 85.497              |
| West Palm Beach  | Palm Beach        | 82.103              | 95.344              |
| Palm Bay         | Brevard           | 79.413              | 88.758              |
| Lakeland         | Polk              | 78.452              | 88.357              |
| Pompano Beach    | Broward           | 78.191              | 88.874              |
| Davie            | Broward           | 75.720              | 82.579              |
| Boca Raton       | Palm Beach County | 74.764              | 78.069              |
| Miramar          | Broward           | 72.739              | 101.486             |
| Melbourne        | Brevard           | 71.382              | 75.366              |
| Deltona          | Volusia           | 69.543              | 79.749              |
| Largo            | Pinellas          | 69.371              | 71.704              |
| Deerfield Beach  | Broward           | 64.583              | 66.189              |
| Daytona Beach    | Volusia           | 64.112              | 64.422              |
| Boynton Beach    | Palm Beach        | 60.389              | 64.775              |
| Delray Beach     | Palm Beach        | 60.020              | 64.150              |
| North Miami      | Miami-Dade        | 59.880              | 58.750              |
| Weston           | Broward           | 49.286              | 63.534              |